# بارينغو (بلدية)
بارينغو بلدية في مقاطعة نفارة في إقليم بييمونتي الإيطالي، وتقع على بعد نحو 80 كيلومترًا شمال شرق تورينو ونحو 15 كيلومترًا شمال غرب نفارة.
تقع حدود بارينغو على البلديات التالية: بريونا، وكافاليتو، وكافاليو داغونا، وفارا نوفاريس، ومومو، وفابريو داغونيا.
ولد لاعب كرة القدم جيامبييرو بونيبيرتي في بارينجو.

## تاريخ
كانت بارينغو تنتمي إلى لجنة بومبيا من 841 إلى 969. ثم انتقلت بعد ذلك إلى إنجوني دي بيركليدو وريبالدو دي سونو. صادرها هنري الأول من أحفادهم الذين تعاطفوا مع أردوين، وتم التبرع بها إلى أساقفة نفارة الذين منحوها في عام 1201 إلى أسياد مومو. ثم تابعت أحداث نفارة حتى عام 1441 عندما تبرع بها فيليبو ماريا فيسكونتي إلى جاليوتو توسكانو. إنتقلت بعد ذلك إلى عائلة تورنييل التي تنازلت في عام 1686 عن جزء من حقوقها لعائلة فيريرو، وفي عام 1730 عن الجزء المتبقي لمجتمع بارينغو.

## الآثار والأماكن ذات الأهمية
تهيمن على المدينة قلعة من القرن الخامس عشر، وهي عبارة عن قلعة واسعة غير منتظمة الشكل، مع أبراج زاوية بأعمدة حديدية. أعيد بناؤها على نطاق واسع في نهاية القرن التاسع عشر. اليوم هو مقر إقامة عائلة نفارة. يُحتمل أن يكون التحصين من بين أفضل التحصينات محافظةً وأكثرها جمالًا في منطقة نفارة بأكملها.
حتى عام 1443، كانت كنيسة الرعية، لأسباب أمنية، موجودة في كنيسة سانتا ماريا الصغيرة. بعد ذلك، تم إنشاء أبرشية سانتا ماريا أسونتا الحالية، خارج القلعة وبالقرب من التل. تم ترميمه عام 1640.
تحافظ كنائس سانتا ماريا دي كامبانيا وسان روكو على اللوحات الجدارية الدينية التي تعود إلى القرن الخامس عشر. من بين اللوحات المعروضة على الجدران هناك القديس مارتن والقديس روكو ومريم على العرش. على يمين مريم يوجد سان روكو آخر، وهو صورة طبق الأصل للأول.

## اقتصاد
في البلدية أنشطة تجارية قليلة، إلا أن فيها محلات المواد الغذائية والقرطاسية والكهربائيين المتخصصين والسباكين ومصففي الشعر ومقاولي البناء ومركز لركوب الخيل. تشتهر البلدية بزراعة أنواع مختلفة من الأرز والذرة.